# شوگو توکیهیسا
شوگو توکیهیسا (انگلیسی: Shogo Tokihisa؛ زادهٔ ۱۵ آوریل ۱۹۸۴) بازیکن فوتبال اهل ژاپن است.